# Politique au Malawi
Le Malawi est une république multipartite à régime présidentiel proportionnel, où le président est à la fois chef de l’État et chef du gouvernement. Le pouvoir exécutif est aux mains du gouvernement tandis que le pouvoir législatif est partagé entre le gouvernement et l’Assemblée nationale. Le pouvoir judiciaire est indépendant de l’exécutif et du législatif. Le Malawi est une démocratie multipartite depuis 1994.

## Pouvoir exécutif
| Fonction                        | Nom              | Parti | Depuis       |
| ------------------------------- | ---------------- | ----- | ------------ |
| Président de la République      | Lazarus Chakwera | MCP   | 28 juin 2020 |
| Vice-président de la République | Michael Usi      | UTM   | 20 juin 2024 |

Conformément à la Constitution de 1994, le président et le premier vice-président de la République sont élus au suffrage universel direct pour un mandat de cinq ans. Le président de la République a la possibilité de nommer un deuxième vice-président, qui doit provenir d’un parti différent. Il nomme également les ministres, qui peuvent provenir ou non de l’Assemblée nationale.

## Pouvoir législatif
L’Assemblée nationale compte 194 membres élus pour un mandat de cinq ans dans des circonscriptions à siège unique. La constitution prévoit une deuxième chambre de 80 membres, le Sénat, qui n’a pas encore été mis sur pieds. Le Sénat sera chargé de représenter les dirigeants traditionnels et les différents districts ainsi que divers groupes d’intérêts tels que les femmes, les jeunes ou les handicapés.

## Pouvoir judiciaire
Le système judiciaire du Malawi est inspiré du système britannique. Il comprend des tribunaux de première instance, une Haute cour et une Cour d’appel suprême.

## Gouvernements locaux
Les trois régions sont divisées en 28 districts administrés par des gouverneurs régionaux et des commissaires de districts, nommés par le gouvernement central. Les premières élections régionales depuis l’introduction du multipartisme eurent lieu le 21 novembre 2000. Le FDU remporta 70 % des sièges.